# جووانی توبینو
جووانی توبینو (ایتالیایی: Giovanni Tubino; ۲۲ اوت ۱۹۰۰ – ۲۷ دسامبر ۱۹۸۹) ژیمناست هنری اهل ایتالیا بود.